# Dream Horse
Dream Horse (br: O Cavalo dos Meus Sonhos / pt: Cavalo de Sonho) é um filme de comédia dramatica britânico de 2020 dirigido por Euros Lyn e escrito por Neil McKay. É estrelado por Toni Collette, Damian Lewis, Owen Teale, Joanna Page, Karl Johnson, Steffan Rhodri, Anthony O'Donnell, Nicholas Farrell e Siân Phillips.
O filme teve sua estreia mundial no Festival de Cinema de Sundance de 2020 e foi lançado nos Estados Unidos em 21 de maio de 2021, pela Bleecker Street e no Reino Unido em 4 de junho de 2021, pela Warner Bros. Pictures.

## Elenco
- Toni Collette como Jan Vokes
- Damian Lewis como Howard Davies
- Owen Teale como Brian Vokes
- Joanna Page como Angela Davies
- Nicholas Farrell como Philip Hobbs
- Siân Phillips como Maureen
- Karl Johnson como Kerby
- Peter Davison como Lorde Avery
- Steffan Rhodri como Gerwyn
- Anthony O'Donnell como Maldwyn
- Alex Jordan como Johnson White
- Max Hutchinson como James Lingsford
- Lynda Baron como Elsie
- Asheq Akhtar como Peter
- Darren Evans como Goose
- Katherine Jenkins como ela mesma
- Clare Balding como ela mesma

## Recepção
No Rotten Tomatoes, o filme detém uma classificação de 90% de aprovação com base em 86 comentários, com uma uma média de 6,7/10. O consenso dos críticos do site diz: "Estimulado por uma excelente Toni Collette, Dream Horse tem um andar confortavelmente agradável ao público que tira o máximo proveito da fórmula familiar da história". No Metacritic, o filme tem uma pontuação média ponderada de 68 de 100, com base em 22 avaliações, indicando "críticas geralmente favoráveis".